# Xã Bradley, Quận Van Buren, Arkansas
Xã Bradley (tiếng Anh: Bradley Township) là một xã thuộc quận Van Buren, tiểu bang Arkansas, Hoa Kỳ. Năm 2010, dân số của xã này là 1.237 người.